# ایستگاه راه‌آهن هکنی ویک
ایستگاه راه‌آهن هکنی ویک (انگلیسی: Hackney Wick railway station) یک ایستگاه راه‌آهن در لندن، انگلستان است که جزئی از خط شمال متروی زمینی لندن است.
این ایستگاه که در ناحیه هکنی ویک قرار دارد در سال ۱۹۸۰ میلادی تأسیس شده‌است.